# Wahgi
Le wahgi est une langue papoue parlée en Papouasie-Nouvelle-Guinée, dans la région du Mont Hagen, dans la Province occidentale des Hautes terres.

## Classification
Le wahgi fait partie du sous-groupe du même nom des langues chimbu qui sont rattachées à la famille des langues de Trans-Nouvelle Guinée.

## Phonologie
Les consonnes et les voyelles du wahgi :

### Voyelles
|         | Antérieure  | Centrale | Postérieure |
| ------- | ----------- | -------- | ----------- |
| Fermée  | i [i] ɪ [ɪ] |          | ʊ [ʊ] u [u] |
| Ouverte | ɛ [ɛ]       | ɑ [ɑ]    |             |

### Consonnes
|              |              | Bilabiales | Dentales | Alvéolaires | Dorsales | Dorsales |
| ------------ | ------------ | ---------- | -------- | ----------- | -------- | -------- |
| Palatales    | Vélaires     | Bilabiales | Dentales | Alvéolaires |          |          |
| Occlusives   | Sourde       | p [p]      |          | t [t]       |          | k [k]    |
| Occlusives   | Prénasale    | mb [m͡b]    |          | nd [n͡d]     |          | ŋg [ŋ͡g]  |
| Fricative    | Sourde       |            |          | s [s]       |          |          |
| Fricative    | Sonore       |            |          | z [z]       |          |          |
| Nasale       | Nasale       | m [m]      | n̪ [n̪]    |             |          | ŋ [ŋ]    |
| Liquide      | Liquide      |            | l̪ [l̪]    | l [l]       |          | ʟ [ɫ]    |
| Semi-voyelle | Semi-voyelle |            |          |             | j [j]    |          |

## Une langue tonale
Le wahgi est une langue tonale avec un ton haut et un ton bas. On trouve un ton montant sur les monosyllabes. 

## Sources
- (en) Anonyme, Wahgi Organized Phonological Data, manuscrit, Ukarumpa, SIL